# Rostowski Rezerwat Biosfery
Rostowski Rezerwat Biosfery (ros. Ростовский государственный природный заповедник) – ścisły rezerwat przyrody (zapowiednik) znajdujący się w Rosji, w obwodzie rostowskim. Jego obszar wynosi 95,32 km², a strefa ochronna 743,5 km².
Rezerwat został utworzony dekretem rządu Federacji Rosyjskiej z dnia 27 grudnia 1995 roku. W 2008 roku otrzymał status rezerwatu biosfery UNESCO.

## Opis
Rezerwat składa się z czterech części i znajduje się na terenie Obniżenia Kumsko-Manyckiego, w dolinie rzeki Manycz. Dominują tu suche stepy i fragmentarycznie półpustynie. Największym obiektem hydrologicznym jest słone jezioro Manycz-Gudiło.  
Rezerwat utworzono w celu ochrony roślinności stepowej, a także części terenów podmokłych, które są miejscem masowego gniazdowania ptaków wodnych.

## Przyroda
Roślinność stepową tworzą zbiorowiska z udziałem przede wszystkim kostrzewy walezyjskiej i nibydalmackiej, ostnicy Lessinga, perzu i kilku gatunków bylic. Z krzewów rośnie tylko tamaryszek (nad brzegami rzek).
Na terenie rezerwatu można spotkać 50 gatunków ssaków. Są to m.in. lisy stepowe, alaktagi duże, króliki ziemne, chyżoskoczki gruboogonowe, chomiczaki szare, wilki, bywają też saigi i łosie. W obrębie rezerwatu znajdują się duże kolonie ptaków wodnych. Kilkadziesiąt ich gatunków jest pod ochroną. Przez obszar rezerwatu przechodzi jedna z największych dróg przelotowych blaszkodziobych (przede wszystkim gęsi białoczelnej i gęsi małej). Jedną z wysp zamieszkuje stado dzikich koni.

## Klimat
Umiarkowany klimat kontynentalny. Mroźne zimy, suche i gorące lata. Średnia miesięczna temperatura w styczniu wynosi -5,5 °С. Minimalna temperatura może spaść do -35 °С. Średnia temperatura w lipcu wynosi +24 °C. Maksymalna temperatura może wzrosnąć powyżej +40 °C. 
Średni opad roczny to 300-400 mm.